# Список територіальних громад Львівської області
У рамках адміністративно-територіальної реформи 19 липня 2020 року райони Львівської області були укрупнені.
Нижче подано перелік територіальних громад Львівської області.
| №  | Громада                                   | Центр              | Район                  |
| -- | ----------------------------------------- | ------------------ | ---------------------- |
| 1  | Бориславська міська громада               | м. Борислав        | Дрогобицький район     |
| 2  | Дрогобицька міська громада                | м. Дрогобич        | Дрогобицький район     |
| 3  | Меденицька селищна громада                | смт Меденичі       | Дрогобицький район     |
| 4  | Східницька селищна громада                | смт Східниця       | Дрогобицький район     |
| 5  | Трускавецька міська громада               | м. Трускавець      | Дрогобицький район     |
| 6  | Бродівська міська громада                 | м. Броди           | Золочівський район     |
| 7  | Буська міська громада                     | м. Буськ           | Золочівський район     |
| 8  | Заболотцівська сільська громада           | с. Заболотці       | Золочівський район     |
| 9  | Золочівська міська громада                | м. Золочів         | Золочівський район     |
| 10 | Красненська селищна громада               | смт Красне         | Золочівський район     |
| 11 | Підкамінська селищна громада              | смт Підкамінь      | Золочівський район     |
| 12 | Поморянська селищна громада               | смт Поморяни       | Золочівський район     |
| 13 | Бібрська міська громада                   | м. Бібрка          | Львівський район       |
| 14 | Великолюбінська селищна громада           | смт Великий Любінь | Львівський район       |
| 15 | Глинянська міська громада                 | м. Глиняни         | Львівський район       |
| 16 | Городоцька міська громада                 | м. Городок         | Львівський район       |
| 17 | Давидівська сільська громада              | с. Давидів         | Львівський район       |
| 18 | Добросинсько-Магерівська сільська громада | с. Добросин        | Львівський район       |
| 19 | Жовківська міська громада                 | м. Жовква          | Львівський район       |
| 20 | Жовтанецька сільська громада              | с. Жовтанці        | Львівський район       |
| 21 | Зимноводівська сільська громада           | с. Зимна Вода      | Львівський район       |
| 22 | Кам'янка-Бузька міська громада            | м. Кам'янка-Бузька | Львівський район       |
| 23 | Комарнівська міська громада               | м. Комарно         | Львівський район       |
| 24 | Куликівська селищна громада               | смт Куликів        | Львівський район       |
| 25 | Львівська міська громада                  | м. Львів           | Львівський район       |
| 26 | Мурованська сільська громада              | с. Муроване        | Львівський район       |
| 27 | Новояричівська селищна громада            | смт Новий Яричів   | Львівський район       |
| 28 | Оброшинська сільська громада              | с. Оброшине        | Львівський район       |
| 29 | Перемишлянська міська громада             | м. Перемишляни     | Львівський район       |
| 30 | Підберізцівська сільська громада          | с. Підберізці      | Львівський район       |
| 31 | Пустомитівська міська громада             | м. Пустомити       | Львівський район       |
| 32 | Рава-Руська міська громада                | м. Рава-Руська     | Львівський район       |
| 33 | Сокільницька сільська громада             | с. Сокільники      | Львівський район       |
| 34 | Солонківська сільська громада             | с. Солонка         | Львівський район       |
| 35 | Щирецька селищна громада                  | смт Щирець         | Львівський район       |
| 36 | Бісковицька сільська громада              | с. Бісковичі       | Самбірський район      |
| 37 | Боринська селищна громада                 | смт Бориня         | Самбірський район      |
| 38 | Добромильська міська громада              | м. Добромиль       | Самбірський район      |
| 39 | Новокалинівська міська громада            | м. Новий Калинів   | Самбірський район      |
| 40 | Ралівська сільська громада                | с. Ралівка         | Самбірський район      |
| 41 | Рудківська міська громада                 | м. Рудки           | Самбірський район      |
| 42 | Самбірська міська громада                 | м. Самбір          | Самбірський район      |
| 43 | Старосамбірська міська громада            | м. Старий Самбір   | Самбірський район      |
| 44 | Стрілківська сільська громада             | с. Стрілки         | Самбірський район      |
| 45 | Турківська міська громада                 | м. Турка           | Самбірський район      |
| 46 | Хирівська міська громада                  | м. Хирів           | Самбірський район      |
| 47 | Гніздичівська селищна громада             | смт Гніздичів      | Стрийський район       |
| 48 | Грабовецько-Дулібівська сільська громада  | с. Дуліби          | Стрийський район       |
| 49 | Жидачівська міська громада                | м. Жидачів         | Стрийський район       |
| 50 | Журавненська селищна громада              | смт Журавно        | Стрийський район       |
| 51 | Козівська сільська громада                | с. Козьова         | Стрийський район       |
| 52 | Миколаївська міська громада               | м. Миколаїв        | Стрийський район       |
| 53 | Моршинська міська громада                 | м. Моршин          | Стрийський район       |
| 54 | Новороздільська міська громада            | м. Новий Розділ    | Стрийський район       |
| 55 | Розвадівська сільська громада             | с. Розвадів        | Стрийський район       |
| 56 | Сколівська міська громада                 | м. Сколе           | Стрийський район       |
| 57 | Славська селищна громада                  | смт Славське       | Стрийський район       |
| 58 | Стрийська міська громада                  | м. Стрий           | Стрийський район       |
| 59 | Тростянецька сільська громада             | с. Тростянець      | Стрийський район       |
| 60 | Ходорівська міська громада                | м. Ходорів         | Стрийський район       |
| 61 | Бельзька міська громада                   | м. Белз            | Червоноградський район |
| 62 | Великомостівська міська громада           | м. Великі Мости    | Червоноградський район |
| 63 | Добротвірська селищна громада             | смт Добротвір      | Червоноградський район |
| 64 | Лопатинська селищна громада               | смт Лопатин        | Червоноградський район |
| 65 | Радехівська міська громада                | м. Радехів         | Червоноградський район |
| 66 | Сокальська міська громада                 | м. Сокаль          | Червоноградський район |
| 67 | Червоноградська міська громада            | м. Червоноград     | Червоноградський район |
| 68 | Івано-Франківська селищна громада         | смт Івано-Франкове | Яворівський район      |
| 69 | Мостиська міська громада                  | м. Мостиська       | Яворівський район      |
| 70 | Новояворівська міська громада             | м. Новояворівськ   | Яворівський район      |
| 71 | Судововишнянська міська громада           | м. Судова Вишня    | Яворівський район      |
| 72 | Шегинівська сільська громада              | с. Шегині          | Яворівський район      |
| 73 | Яворівська міська громада                 | м. Яворів          | Яворівський район      |